# Premio Nacional de Derechos Humanos (México)
El Premio Nacional de Derechos Humanos es el reconocimiento otorgado por el gobierno federal mexicano a través de la Comisión Nacional de los Derechos Humanos a las personas que se han destacado en la promoción efectiva y defensa de los derechos fundamentales. Además de la Orden Mexicana del Águila Azteca, es el único premio nacional que puede ser otorgado también a extranjeros radicados en México. Jurídicamente dicha distinción se encuentra prevista en la Ley de Premios, Estímulos y Recompensas Civiles desde el 15 de junio de 2004.

## Historia
En el 2010 ganó el premio la activista Isabel Miranda de Wallace, destacada por buscar por su cuenta a los secuestradores y asesinos de Hugo Alberto (su hijo), y por promover reformas en seguridad. En el 2011, el ganador fue Federico Fleischmann Loredo, fundador y presidente de la organización civil a favor de las personas con discapacidad: Libre Acceso. Para el 2012 se otorgó al sacerdote y defensor de los derechos de los migrantes, José Alejandro Solalinde Guerra.
La ganadora del año 2013 fue Norma Romero Vásquez, destacada también en su trayectoria en la promoción efectiva y defensa de los derechos humanos de las personas migrantes y líder del grupo "Las Patronas", la cual hace 15 años vela por las personas en tránsito, desde la pequeña localidad veracruzana de Guadalupe. La mención honorífica fue para Juan Manuel Estrada Juárez.
La distinción otorgada por la Comisión, en el año 2014 recayó en Juan Manuel Estrada Juárez, activista de Jalisco, contra el robo y la trata infantil, Presidente de la Fundación Find, creada en 1999,  representa a la sociedad civil en la Comisión intersecretarial para prevenir y erradicar los Delitos de Trata de Personas. Así mismo, se otorgó una mención honorífica a Mayela García, debido a su destacada labor en defensa de los derechos de las mujeres, Juan Manuel Estrada Juárez es el primer activista en México que por su labor fue reconocido por la Comisión Nacional de Derechos Humanos (México) con la Mención Honorífica en el año 2013 y posteriormente en el año 2014 con el Premio Nacional de Derechos Humanos, también Juan Manuel Estrada es el primer Premio Nacional de Derechos Humanos que es designado por el Senado de la República como miembro del Consejo Consultivo de la Comisión Nacional de Derechos Humanos

## Organización y premios
El premio consiste en un diploma, una medalla y una cantidad de dinero entregados por el presidente de México y el titular de la Comisión Nacional de Derechos Humanos. El diploma incluye la leyenda «En reconocimiento por su labor en la promoción y defensa de los derechos fundamentales», mientras que la medalla se encuentra acuñada en oro de ley 0.9000, al frente lleva la inscripción: «Premio Nacional de Derechos Humanos» y al reverso el nombre del ganador del premio, el año y la leyenda: «Por la promoción y defensa de los derechos fundamentales.». En la última convocatoria lanzada en 2012, el premio en numerario fue por el equivalente a $250,000 pesos mexicanos.
El ganador es determinado por un consejo de premiación integrado por 5 miembros: un presidente, un representante de la Cámara de Senadores; un representante de la Cámara de Diputados; un miembro del Consejo Consultivo de la Comisión Nacional de los Derechos Humanos y uno más de este mismo consejo pero que pertenezca al sector privado o a una organización no gubernamental. Puede ser otorgado a personas físicas u organismos privados. Dicha comisión emite una convocatoria anual que se publica en la Gaceta de la Comisión Nacional de los Derechos Humanos y en los medios masivos de comunicación.
En conmemoración al Día Internacional de los Derechos Humanos y aniversario de la adopción de la Declaración Universal de los Derechos Humanos en 1948, el premio nacional se otorga el día hábil más cercano al 10 de diciembre de cada año.

## Ganadores
| Año  | Ganador                      | Área de trabajo |
| ---- | ---------------------------- | --- |
| 2020 | Rosa María Álvarez           | Su trabajo a favor de los derechos de la mujer y la defensa de estas garantías, en su calidad de activista.                                                                                |
| 2019 | Obtilia Eugenio Manuel       | Su destacada trayectoria en la promoción efectiva y defensa de los derechos humanos, desde los 11 años trabajando por su comunidad, el pueblo Ayutla de los Libres, del estado de Guerrero |
| 2018 | Héctor Fix Zamudio           | Promoción efectiva y defensa de los derechos humanos. |
| 2017 | Miguel Álvarez Gándara.      | Director de SERAPAZ por la promoción efectiva y defensa de los derechos humanos y su diálogo permanente a favor de la construcción de la paz.                                              |
| 2016 | Rodolfo Stavenhagen.         | Promoción efectiva y defensa de los derechos humanos de los pueblos y comunidades indígenas.                                                                                               |
| 2015 | Consuelo Morales Elizondo.   | Directora Ejecutiva de CADHAC por la promoción efectiva y defensa de los derechos humanos, especialmente de las personas desaparecidas.                                                    |
| 2014 | Juan Manuel Estrada Juárez.  | Lucha contra la trata infantil, director de la Fundación Find que lucha contra el robo y desaparición de niños.                                                                            |
| 2013 | Norma Romero Vásquez.        | Promoción y defensa de los DDHH de migrantes, líder de "Las Patronas" que alimentan a centroamericanos en tránsito.                                                                        |
| 2012 | Alejandro Solalinde Guerra.  | Ayuda y protección a migrantes. Fundador del albergue Hermanos en el Camino. |
| 2011 | Federico Fleischmann Loredo. | Fundador de Libre Acceso, A.C. Promoción y defensa de los derechos de las personas con discapacidad.                                                                                       |
| 2010 | Isabel Miranda de Wallace.   | Investigó por su cuenta el secuestro de su hijo logrando la captura de los secuestradores.                                                                                                 |
| 2009 | Enrique Morones Careaga.     | Promoción y defensa de los derechos humanos de los migrantes. |
| 2008 | Esther Chávez Cano.          | Fue una de las primeras personas en documentar y llamar la atención sobre los feminicidios en Ciudad Juárez.                                                                               |
| 2007 | Jaime Pérez Calzada          | Abogado defensor de los Derechos Humanos de las Personas con Discapacidad en México. |

## Menciones honoríficas
| Año  | Mención honorífica               | Área de trabajo |
| ---- | -------------------------------- | --- |
| 2018 | Tita Radilla Martínez            | Por su trabajo voluntario en favor de las personas y familiares víctimas de desaparición forzada                                                                                   |
| 2017 | Lucía de los Ángeles Díaz Genao. | Fundadora del Colectivo Solecito de Veracruz, por su dedicada labor en la búsqueda de personas desaparecidas.                                                                      |
| 2016 | Sharon Zaga Mograbi.             | Fundadora del Museo Memoria y Tolerancia por su labor y dedicación en la enseñanza y divulgación de una cultura de tolerancia, no discriminación y respeto a los derechos humanos. |
| 2015 | Sandra Jiménez Loza.             | Por su dedicación en la defensa de las garantías individuales de niñas, niños y adolescentes, así como de las personas con discapacidad.                                           |
| 2014 | Mayela García Ramírez.           | Por su dedicación desde FUMENI en la defensa y promoción de los derechos humanos de las mujeres.                                                                                   |
| 2013 | Juan Manuel Estrada Juárez.      | Por su dedicación en la defensa de los derechos humanos de las niñas y los niños.                                                                                                  |